# 연안군
연안군(延安郡)은 조선민주주의인민공화국 황해남도에 있는 군이다.

## 지리
황해 쪽으로 솟은 황해남도의 동남부에서 남쪽으로 서해를 바라보는 곳에 위치한다. 개성시와 가까우며 동쪽으로 배천군을 지나면 개성시이다. 북쪽은 봉천군, 서쪽은 청단군이다.
연백평야가 펼쳐진 평지이다. 군의 중앙부와 남부가 경기만으로 돌출해 있으며, 염전이 발달해 있다.

## 역사
| Daedongyeojido (Gyujanggak) 12-05.jpg | Daedongyeojido (Gyujanggak) 12-04.jpg |
| Daedongyeojido (Gyujanggak) 13-06.jpg | Daedongyeojido (Gyujanggak) 13-05.jpg |

연안은 본래 고구려 때 동음홀(冬音忽) 시염성(鼓?城)으로 불리다가, 신라 때 해고군(海皐郡)으로 고쳤으며, 고려 초 염주(鹽州)로 개칭하였다. 이어서 영응(永膺)·석주(碩州)로 고치고, 충렬왕 때 온주목(溫州牧)으로 승격되었으며, 충선왕 때 연안부(延安府)로 되었다. 조선 태종 13년(1413) 도호부로 되어 경기도로부터 황해도에 이관되어, 1895년 다시 군으로 되었으며, 1914년 배천군과 평산군의 괘궁(掛弓)·목단(牧丹) 2면을 합하여 연백군으로 개칭했다. 1935년 연안면이 읍(邑)으로 승격했다. 1945년 해방 후 북위 38선으로 남북 분계로 삼음에 따라 잠정조치로 벽성군의 추화·내성·일신·청룡의 4면을 합한데 반하여, 38선 이북의 운산·금산·목단의 3면 전역과 은천·화성·괘궁의 북반부를 잃었다.
한국 전쟁 중인 1952년 12월 조선민주주의인민공화국의 행정구역 개편으로 연백군을 나누어, 용도면·괘궁면·호남면·봉서면·해성면·송봉면의 전역과 목단면·호동면·봉북면·해룡면·연안면의 일부 지역을 병합하여 연안군을 만들고, 운산면·화성면·금산면·은천면·석산면·도촌면 등지와 해월면의 전역, 호동면 일부 지역을 합쳐 배천군을 만들었다.

## 행정 구역
연안군은 1읍(연안읍(延安邑)), 1구(염전로동자구(鹽田勞動者區))와 27리(장곡리(長谷里), 룡호리(龍虎里), 해월리(海月里), 동산리(東山里), 오현리(梧玄里), 창덕리(彰德里), 봉덕리(鳳德里), 아현리(雅峴里), 자양리(紫陽里), 정촌리(鼎村里), 풍천리(楓川里), 천태리(天台里), 도남리(桃南里), 소아리(小雅里), 발산리(鉢山里), 부흥리(富興里), 청화리(淸華里), 호서리(湖西里), 와룡리(臥龍里), 소정리(素井里), 송호리(松湖里), 해남리(海南里), 호남리(湖南里), 라진포리(羅津浦里), 신양리(新陽里), 화양리(華陽里), 개안리(開安里))로 이루어져있다.